# 岭路乡
岭路乡是中华人民共和国福建省福州市永泰县下辖的一个乡。

## 行政区划
岭路乡共辖10个行政村：
岭路村、潭后村、凤落村、庄边村、叶洋村、寨下村、对山村、云山村、长坑村和七斗村。

## 交通
202省道从中贯穿而过，10个行政村实现村村通公路。贯穿境内的青云山隧道是亚洲第四、国内第三双线单洞特长隧道；境内 202省道是福建省十大景观带之一。